# Bagod
Bagod község Zala vármegyében, a Zalaegerszegi járásban.

## Fekvése
Az itt nagyjából nyugat-keleti irányt követő Zala bal (északi) parti oldalán fekszik, a megyeszékhely Zalaegerszeg nyugati szomszédságában, a város központjátől 5 kilométerre. A Zala völgye ezen a szakaszán viszonylag keskeny, alig egy kilométer széles.
Területén korábban több önálló település osztozott, amik ma mind – részben még különálló, részben már többé-kevésbé összenőtt – településrészei. Központi részének keleti fele régebben az Alsóbagod, nyugati fele a Felsőbagod nevet viselte, előbbitől északra helyezkednek el Vitenyéd és Szentpál községrészek.
A közvetlenül határos települések: észak felől Gersekarát és Telekes, északkelet felől Zalaboldogfa, kelet felől Andráshida (Zalaegerszeg része), dél felől Boncodfölde, nyugat felől Zalaszentgyörgy, északnyugat felől pedig Börönd, Hagyáros (mindkettő Hagyárosbörönd része) és Sárfimizdó. Csak kevés híja van annak, hogy nem határos délkelet felől még Teskánddal is.

### Megközelítése
Legfontosabb közúti megközelítési útvonala a 76-os főút, mely Alsó- és Felsőbagodon is végighúzódik kelet-nyugati irányban. Vitenyéd főutcája a 74 109-es számú mellékút – ebből ágazik ki a Zalaboldogfára vezető 74 111-es út is –, folytatása pedig már önkormányzati útként folytatódik észak felé a szentpáli falurészig. Felsőbagodon ágazik ki a főútból a Hagyárosra vezető 74 143-as út, illetve a nyugati határában (a csurgaszi csárdánál) ágazik le a főútból a Zalalövő-Őriszentpéter felé vezető 7411-es út.
A településen áthalad a Zalaegerszeget Őriszentpéterrel és Szlovéniával összekötő Boba–Bajánsenye-vasútvonal is, melynek korábban két megállója volt itt, Bagod megállóhely és Csurgaszi csárda megállóhely, de ma már csak az előbbi működik. A Csurgaszi csárda megállóhely nyomvonal-korrekció miatt szűnt meg 2009-ben, ugyanakkor Bagod megállóhely is új helyre (az eredetihez képest néhány méterrel délebbre) került; a felhagyott szakasz egykori sínjeinek helyén ma már a Zala-völgyi kerékpárút bagodi szakasza húzódik.
A községbe Zalaegerszegről sűrűn járnak a Volánbusz autóbuszjáratai.

## Története
A mai Bagod három község egyesítésével keletkezett. Alsóbagod és Vitenyédszentpál 1944-ben egyesült Bagodvitenyéd néven, ez pedig 1977-ben egyesült Felsőbagoddal, és az így létrejött község kapta a Bagod nevet.
Vitenyédszentpál nevének első fennmaradt említése 1247-ből való Wythenyed néven. A 13. században (1260 körül) épült a szentpáli falurész temploma. Kisebb méretű, késő román stílusú, Szent Pál tiszteletére emelt körtemplom. 
A 14. század elején két, egymással rivalizáló Bagod van: Alsó-Bagod (vagy Egyházasbagod) és Felső-Bagod.
A törökök a településeken adót szedtek. Báró gyöngyösi Nagy Ferenc (†1704), a Kanizsával szembeni végek főkapitány-helyettese, egerszegi főkapitány, megszerezte Alsóbagod és Felsőbagod települést (egy 1702. január 9.-én készült összeírásban a két település egyetlen földbirtokosaként szerepel). Az egyik lánya, báró gyöngyösi Nagy Sára férjhez ment báró kissennyei Sennyey Sándorhoz, aki a két települést örökölte. Az ő gyermekük báró Sennyey Antal (1713-1771), pallini Inkey Petronella (1722-1796) férje. A Bagody familia porcióját örökbe megvévén, báró gyöngyösi Nagy Ferenc egész Bagodot örökének tartotta és malmot is épített. Az egyik lányától váltott ki egy bizonyos részt nemes Foky János, Vas vármegye alispánja, aki onnantól szintén birtokos lett a településen.
Az egyik birtokos, nemes Sümeghy Mihály, aki Zala vármegye főjegyzője volt 1716. szeptember 8. és 1727. augusztus 4. között, felesége, nemes Foky Judit révén lett birtokos, mivel az úrnő az apjától, nemes Foky Jánostól (†1729), Vas vármegye alispánjától örökölt birtokot. Fia, nemes Sümeghy Ferenc (1723-c. †1766) táblabíró Bagodban született, akárcsak a feleségétől, pókafalvi Póka Marianna (1728-1797) úrnőtől született gyermekei, köztük boldogfai Farkas Jánosné és lovászi és szentmargitai Sümeghy József (1757-1832) királyi tanácsos, zalai alispán.
Az 1768-ban kelt urbárium szerint Alsó-Bagodban akkor 20 hold szántó és 6 szekér rét volt és 6 földesúr élt a faluban: báró kisennyei Sennyeyné, özvegy nemes Sümeghy Ferencné Póka Marianna, özvegy besenyői és velikei Skublics Sándorné lukafalvi Zarka Anna, forintosházi , Forintosné és miskei és monostori Thassy László árvái. A reformkorban Skublics Károly helyi középbirtokos felajánlotta 790 műből álló (összesen 1954 kötet) magánkönyvtárát Zala vármegyének.
Boldogfai Farkas Jánosné Sümeghy Judit és öccse, Sümeghy József alispán jó viszonyt ápoltak, 1806. május 12-én osztályos megállapodást kötöttek a söjtöri erdő egyenlő részekre osztásával kapcsolatban. Miután 1788-ban boldogfai Farkas Jánosné Sümeghy Judit özvegységre jutott, két pártában maradt leányával, Farkas Judittal (1776-1839) és Farkas Erzsébettel (1785–1857), valamint saját anyjával, özvegy nemes Sümeghy Ferencné pókafalvi Póka Marianna (1728-1797) asszonnyal, és a nőtlen öccsével, ifjabb Sümeghy Ferenncel (1761–1805) az alsóbagodi Sümeghy-kastélyban lakott; Sümeghy József pedig véglegesen Söjtörön telepedett le.
A 19. század elején Farkas János főjegyző és Sümeghy Judit fia, boldogfai Farkas János Nepomuk (1774-1847) táblabíró pénzen vásárolta meg báró Sennyey Károly (1787–1841) császári és királyi kamarástól alsó- és felsőbagodi, valamint hagyárosi földbirtokait, és ott telepedett le családjával. Az ő fia, boldogfai Farkas Imre (1811-1876) főszolgabíró, örökölte meg a bagodi és hagymárosi birtokállományt. Farkas Imre fivére, boldogfai Farkas János (1813–1858), gyámi szolgabíró, pedig birtokot örökölt Zalaboldogfán; Ifjabb Farkas János feleségétől, baranyavári Baranyay Petronella (1822–1892) asszonytól nem született gyermeke.
Farkas Imre feleségül vette a polgári származású Horváth Alojziát (1831–1919), aki korán megözvegyült három fiúgyermekkel. Özvegy Farkas Imréné Horváth Alojzia ügyesen gazdálkodott a megörökölt alsóbagodi, felsőbagodi és hagyárosi földbirtokokon, és három fiát is kiváló nevelésben részesítette. Férje halála után családi magánkápolnát építtetett a község temetőjében, és ott temette el urát. Farkas Imre halála után három fiúgyermeke örökölte meg birtokállományát: boldogfai Farkas József (1857–1951) országgyűlési képviselő a felsőbagodi birtokot és kúriáját; ifjabb boldogfai Farkas Imre (1860–1895) a hagyárosi földbirtokot; boldogfai Farkas Gábor (1863–1925) pedig az alsóbagodi földeket és kúriát. A nőtlen Farkas Gábor halála után az alsóbagodi földbirtok és kúria következő tulajdonosa az unokaöccse, boldogfai dr. Farkas Tibor (1883-1940) legitimista politikus, országgyűlési képviselő lett. Farkas József már a politikától és közélettől visszavonultan Zalaegerszegre költözött felsőbagodi földbirtokát és kúriáját legidősebb fiára, boldogfai Farkas Kálmán (1880–1944) főszolgabíróra hagyva. Farkas József legkisebb fia, boldogfai Farkas Dénes (1884–1973) Bagodon nem örökölt földet, ő édesanyja, lovászi és szentmargitai Sümeghy Rozália (1857-1924) öröksége után Söjtörön lett földbirtokos. A nőtlen Farkas Kálmán halála után unokaöccse, Farkas Ferenc, Farkas Dénes fia csak rövid ideig volt felsőbagodi földbirtokos, a kommunizmus idején minden felsőbagodi ingatlanát elveszítette. Farkas Tibor özvegye, pálfiszegi Pálffy Judit (1906–1993) asszony is elveszítette minden alsóbagodi Farkas-féle ingatlanát, s őt magát gyermekeivel együtt kitelepítették.
A 19. században Alsóbagodban a nemes Csertán család is földbirtokos volt. Csertán Károly (1845–1919) alispán 1884-ben elvette Farkas Józsefné Sümeghy Rozáliának a nővérét, lovászi és szentmargithai Sümeghy Magdolna (1855–1929) kisasszonyt. A házasság révén birtokállómánya Alsóbagodban gyarapodott, és a régi Sümeghy család barokk kori kastélyát is megszerezte. Csertán Károly halála után leánya, Csertán Margit (1893–1982) örökölte az alsóbagodi birtokot és a Sümeghy-kastélyt, ahol férjével, miskei és monostori dr. Thassy Kristóf (1887-1959) országgyűlési képviselővel lakott. A kommunizmus idején alsóbagodi ingatlanaitól megfosztották, és férjével együtt kitelepítették.
A tanácsrendszerben Bagodvitenyéd majd Bagod a 60-as évektől közös tanácsi székhely volt, melyhez a 80-as években Boncodfölde, Hagyárosbörönd, Kávás és Zalaboldogfa tartozott társközségként. 
A rendszerváltás után a volt székhelyközségből és a társközségekből megalakultak az önálló önkormányzatok. A megalakulás után létrejött körjegyzőség rövid időn belül megszűnt, és Bagodban 1992-től 2000-ig önálló polgármesteri hivatal működött. 2001-től a település ismét körjegyzőségi székhely lett, Hagyárosbörönd községgel egy körjegyzőséghez tartozik. A településen polgárőrség működik.
A helyiek közül a legtöbben Zalaegerszegen a ruha- illetve tejiparban találnak munkát, helyben gépállomás létesült, a későbbi Mezőgép, illetve Zalagép.

## Közélete

### Polgármesterei
- 1990–1994: Polgár József (SZDSZ-FKgP-KDNP)[10]
- 1994–1998: Mogyorósi József (SZDSZ)[11]
- 1998–2002: Mogyorósi József (független)[12]
- 2002–2006: Mogyorósi József (független)[13]
- 2006–2010: Mogyorósi József György (független)[14]
- 2010–2014: Mogyorósi József György (független)[15]
- 2014–2019: Sipos Ferenc (független)[16]
- 2019–2024: Sipos Ferenc (független)[17]
- 2024– : Sipos Ferenc (független)[1]

## Bagodi római katolikus plébánosok
- Vive István Mátyás (*1721- † Kiskutas, 1779. július 28.) (1748-tól 1788-ig)
- Mikó János (*1754- † Alsóbagod, 1818. január 18.) (1788-tól 1818.-ig)
- Joós István (1818-tól 1828-ig)
- Granekker György (*1807- † Alsóbagod, 1854. március 17.) (1828-tól 1854-ig)
- Erős István (*1810- †Alsóbagod, 1857. augusztus 24.) (1854-től 1857-ig)
- Sipos József (*Sárvár, 1817. szeptember 25.) (1857-től 1900-ig)
- Táncsics József (1900-től 1910-ig)
- Fábián Gábor (1910-től 1916-ig)
- Szilner József (1916-tól 1930-ig)
- Steffanics Elek (1930-tól 1933-ig)
- Bedics Mihály (1933-tól 1936-ig)
- Koósz Vince (1936-tól 1949-ig)
- Koltay Lajos (1949-től 1981-ig)
- Móricz Imre (1981-től 1986-ig)
- Kónya László (1986-tól 1990-ig)
- Farkas Károly (1990-től)

## Látnivalók
- A Szentpál (Vitenyédszentpál) falurészben 2002-ben helyreállították a műemlék temetőkápolnát, amelynek szentélye a 13. században eredetileg rotundának épült. Ezt 1755-ben kelet felé kibővítették és tornyot építettek rá.[18]
- A Boldogfai Farkas-kúriaát, amely ma a település faluháza, Makovecz Imre építész alakította át 1986-ban.

## Híres bagodiak
- Itt született és hunyt el lovászi és szentmargitai Sümeghy József (1757–1832) királyi tanácsos, zalai alispán, bagodi földbirtokos.
- Itt született és hunyt el boldogfai Farkas Imre (1811–1876) hites ügyvéd, főszolgabíró, táblabíró, vármegyei bizottmányi tag,
- Itt élt és hunyt el Csertán Károly (1845–1919) jogász, 20 évig Zala vármegye alispánja, alsóbagodi földbirtokos.
- Itt született boldogfai Farkas József (1857–1951) jogász, felsőbagodi földbirtokos, országgyűlési képviselő.
- Itt született boldogfai Farkas Kálmán (1880–1944) zalai főszolgabíró, felsőbagodi földbirtokos, megyebizottsági tag.
- Itt született boldogfai dr. Farkas Tibor (1883–1940) jogász, politikus, nemzet- és országgyűlési képviselő, alsóbagodi földbirtokos.
- Itt született boldogfai Farkas Dénes (1884–1973) mezőgazdász, politikus, országgyűlési képviselő, söjtöri földbirtokos.

## Népesség
A település népességének változása:
| Lakosok száma | 1254 | 1269 | 1270 | 1213 | 1208 | 1216 | 1197 |
|               | 2013 | 2014 | 2015 | 2021 | 2022 | 2023 | 2024 |

A 2011-es népszámlálás idején a nemzetiségi megoszlás a következő volt: magyar 96,8%, német 1,5% cigány 0,8%. 70,2% római katolikusnak, 1,3% reformátusnak, 0,6% evangélikusnak, 5,2% felekezeten kívülinek vallotta magát.
2022-ben a lakosság 91,2%-a vallotta magát magyarnak, 1,2% cigánynak, 0,9% németnek, 0,1% románnak, 1,1% egyéb, nem hazai nemzetiségűnek (8,6% nem nyilatkozott; a kettős identitások miatt a végösszeg nagyobb lehet 100%-nál). Vallásuk szerint 53,7% volt római katolikus, 1,7% református, 0,7% evangélikus, 0,1% görög katolikus, 1,2% egyéb keresztény, 2,24% egyéb katolikus, 7,5% felekezeten kívüli (33,1% nem válaszolt).

## Képgaléria

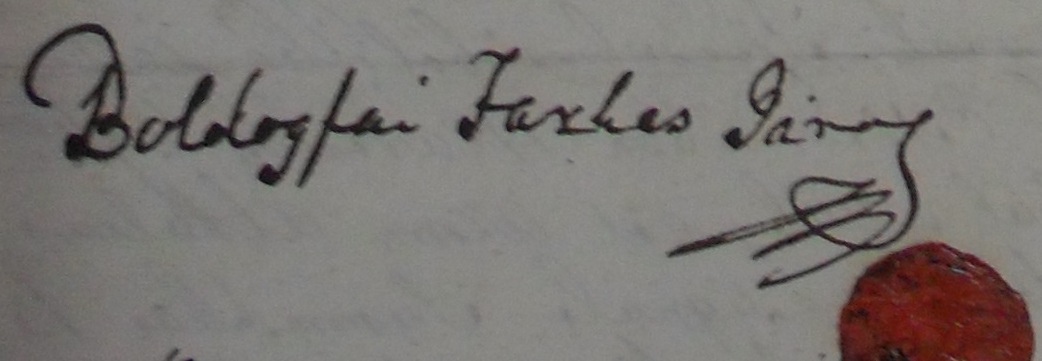
Boldogfai Farkas János földbirtokos, táblabíró, Zala vármegye helyettes első alispánja aláírása és címeres viaszpecsétje. Kelt: 1828. március 19-én
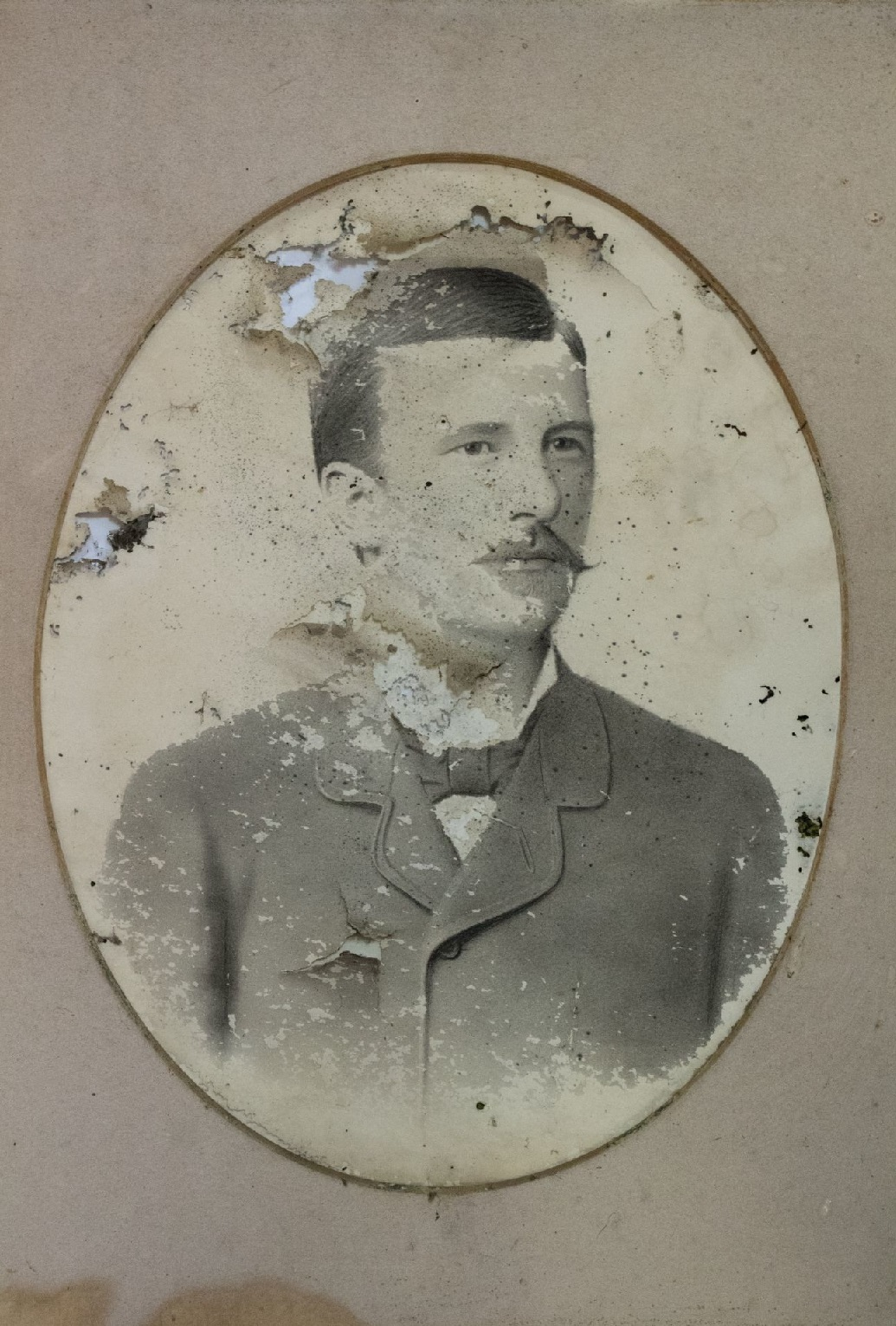
Boldogfai Farkas Imre főszolgabíró, táblabíró, földbirtokos
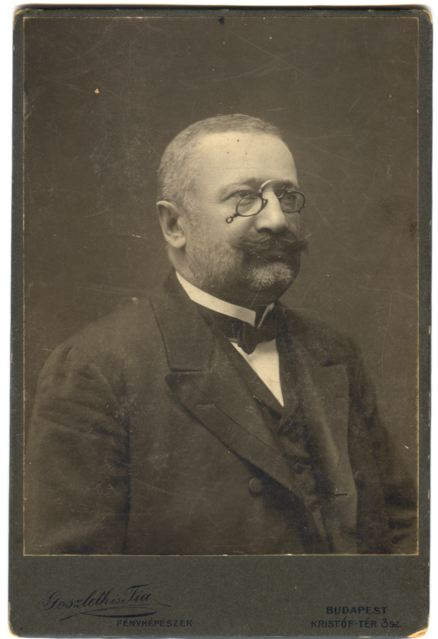
Boldogfai Farkas József politikus, országgyűlési képviselő
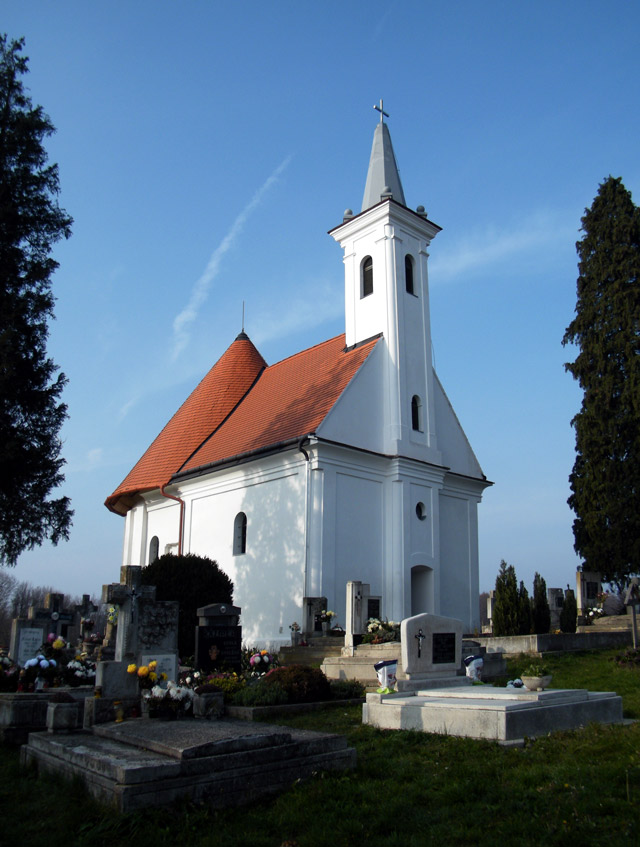
A Szent Pál-kápolna Vitenyédszentpálon
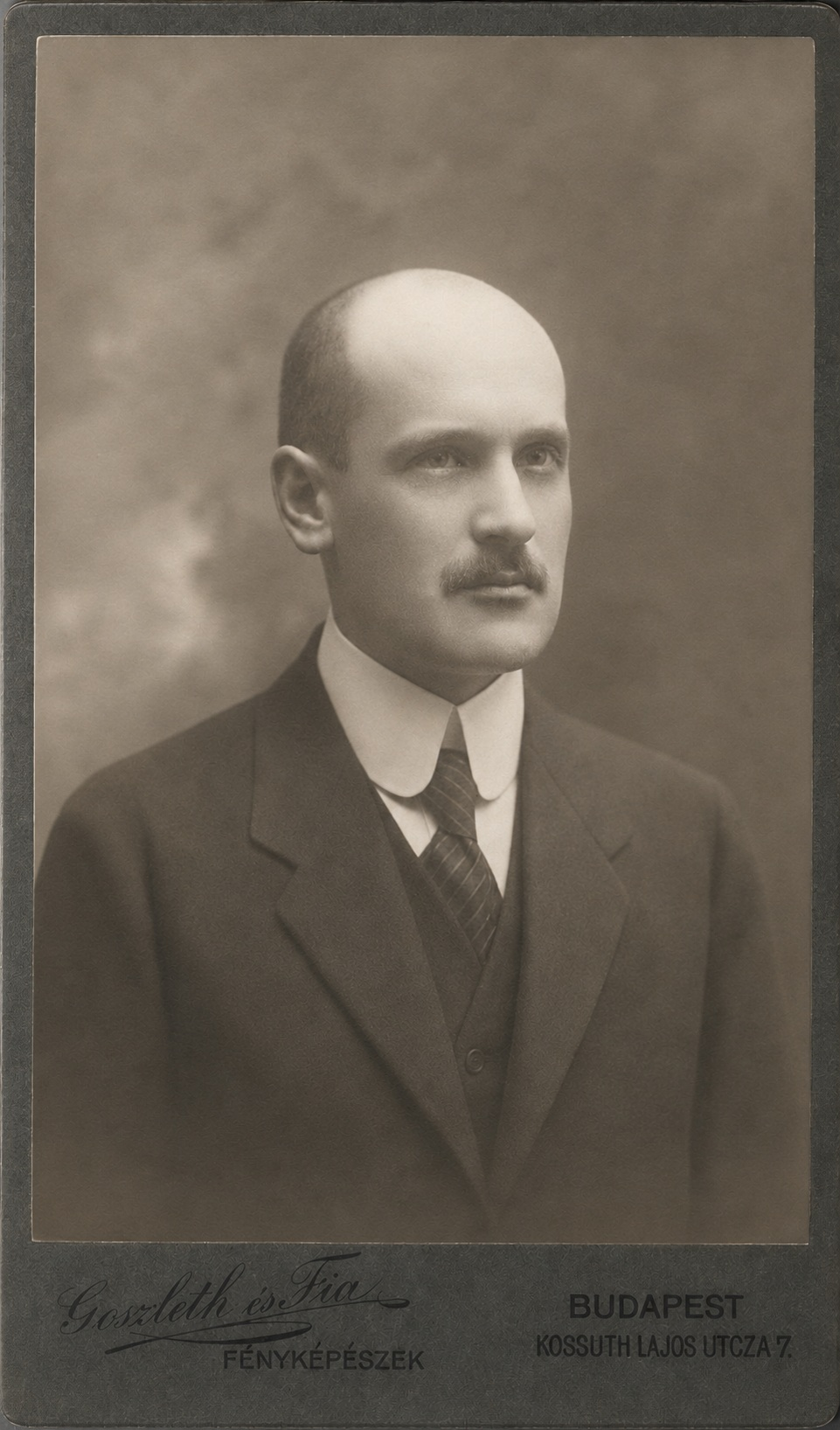
Boldogfai Farkas Tibor országgyűlési képviselő, legitimista politikus, földbirtokos, huszárkapitány
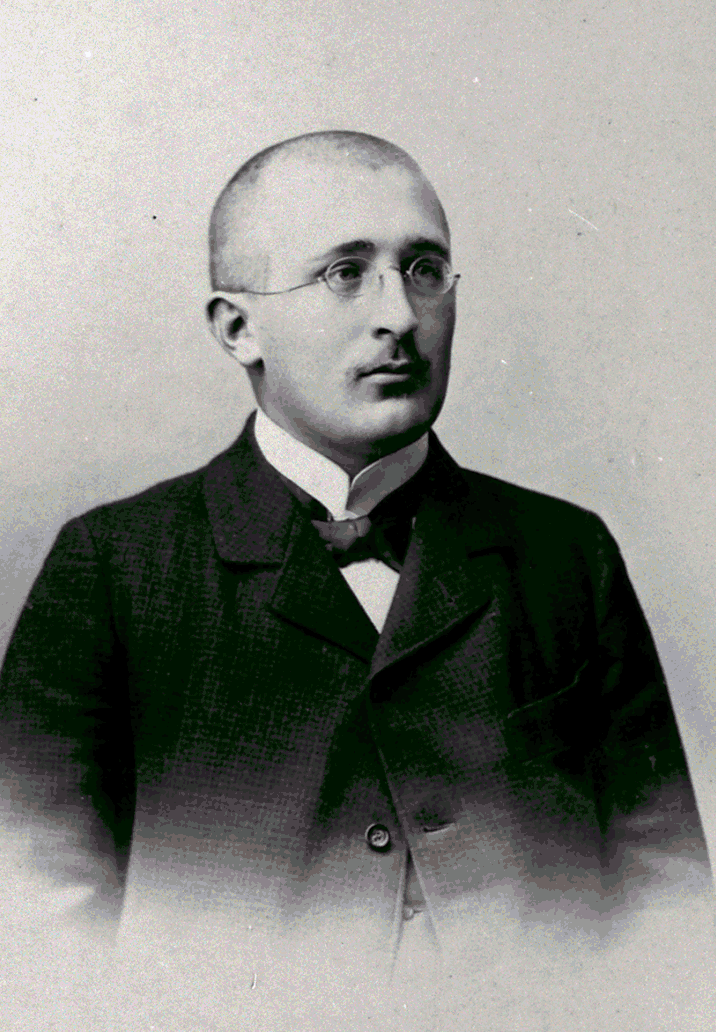
Boldogfai Farkas Kálmán, főszolgabíró, bagodi földbirtokos
Boldogfai Farkas Dénes országgyűlési képviselő, bagodi földbirtokos
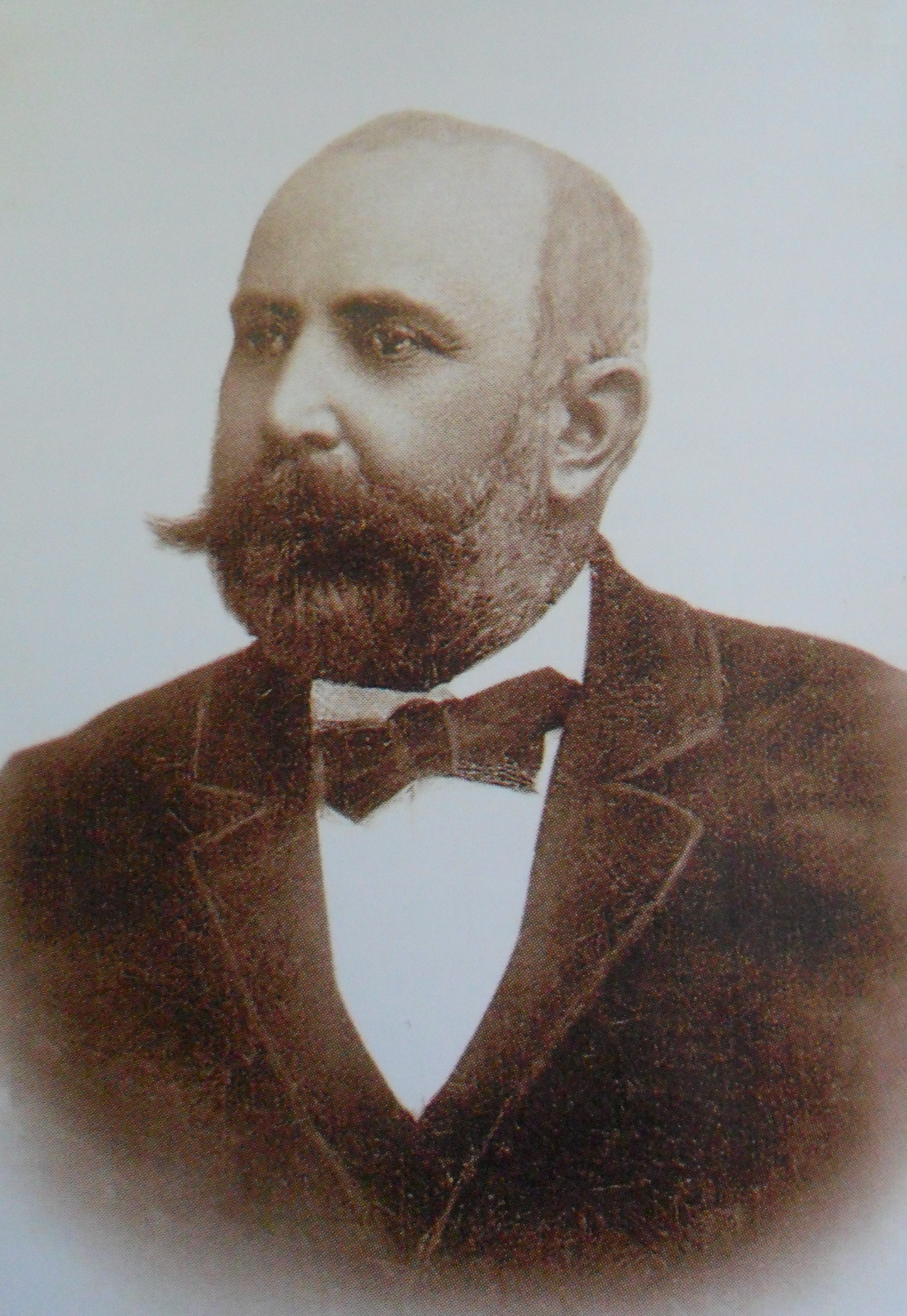
Csertán Károly Zala vármegye alispánja, bagodi földbirtokos